# Oliana
Oliana település Spanyolországban, Lleida tartományban. Oliana Coll de Nargó, Fígols i Alinyà, Odèn, Bassella és Peramola községekkel határos. Lakosainak száma 1839 fő (2024).

## Népesség
A település népessége az utóbbi években az alábbiak szerint változott:
| Lakosok száma | 329  | 1119 | 824  | 1377 | 2075 | 1870 | 1976 | 1870 | 1810 | 1839 |
|               | 1717 | 1887 | 1936 | 1960 | 1986 | 2004 | 2009 | 2014 | 2019 | 2024 |